# Westliche Zinne
De Westliche Zinne (Italiaans: Cima Ovest) is een belangrijke top in het massief van de Drei Zinnen. Vooral de noordwand speelde een belangrijke rol in de geschiedenis van het alpinisme.
Een korte klimgeschiedenis van de Westliche Zinne:
- 1879 Eerste beklimming van de huidige normaalroute via de zuidkant door Michel Innerkofler met de toerist G. Ploner
- 1933 De nu populaire route over de noordoostelijke graat wordt beklommen door Demuth
- 1935 Eerste beklimming van de noordwand door de Italianen Cassin en Rati. De beklimming werd gekenmerkt door een hard conflict: de Duitsers Hintermeier en Meindl hadden vaste touwen gehangen in de lange overhangende traversen, maar ze hadden de route nog niet volledig beklommen. Cassin en Rati beklommen de route, waarbij ze gebruik maakten van de touwen en deze vervolgens vernietigden.
- 1953 Eerste winterbeklimming van de Cassin-route door de legendarische Italiaanse bergbeklimmer Walter Bonatti en Carlo Mauri.
- 1959 Ook de eerste directe route door de noordwand wordt gekenmerkt door een hevige concurrentiestrijd tussen de Zwitsers Schelbert/Weber en de Italianen Scoiattoli, Bellodis en Franceschi.
- 1959 Eerste solobeklimming van de Cassin route door de Belg Claude Barbier.
- 2000 Alexander Hubert opent de tot dusver zwaarste alpiene rotsroute ter wereld. 'Bellavista' krijgt een zware 8c klimquotatie.

Grosse Zinne · Kleine Zinne · Westliche Zinne
Allerkleinste Zinne · Kleinste Zinne · Punta di Frida